# Иваниадзе, Гиорги
Гиорги Иваниадзе (груз. გიორგი ივანიაძე; род. 27 января 2000) — грузинский футболист, полузащитник польского клуба «Сярка (Тарнобжег)».

## Карьера
Летом 2021 года стал игроком грузинского клуба «Сиони».
В начале 2022 года перешёл в грузинский клуб «Дила».
В июле 2022 года подписал контракт с клубом «Кызыл-Жар».

## Клубная статистика
| Игровая карьера | Игровая карьера  | Игровая карьера | Лига | Лига | Кубок | Кубок | Межд. | Межд. | Др. | Др. |
| --------------- | ---------------- | --------------- | ---- | ---- | ----- | ----- | ----- | ----- | --- | --- |
| 2018            | Шукура           | Б               | 17   | 3    | 1     | 0     | —     | —     | —   | —   |
| 2018            | Гагра (Тбилиси)  | Б               | 13   | 2    | 3     | 0     | —     | —     | —   | —   |
| 2019            | Шевардени-1906   | Б               | 17   | 7    | 1     | 1     | —     | —     | —   | —   |
| 2019            | Самтредиа        | Б               | 15   | 4    | —     | —     | —     | —     | —   | —   |
| 2020            | Гагра (Тбилиси)  | Б               | 16   | 5    | 3     | 0     | —     | —     | —   | —   |
| 2021            | Мерани (Тбилиси) | Б               | 15   | 3    | 1     | 0     | —     | —     | —   | —   |
| 2021            | Сиони            | Б               | 14   | 4    | —     | —     | —     | —     | —   | —   |
| 2022            | Дила             | А               | 11   | 0    | —     | —     | —     | —     | —   | —   |
| 2022            | Кызыл-Жар        | А               | —    | —    | 2     | 0     | 2     | 1     | —   | —   |